# Ambarcațiune
Ambarcațiune  (variantă: Ambarcație) este un termen general pentru mijloacele plutitoare de dimensiuni relativ mici, de regulă nepuntate, propulsate cu rame, cu vele sau cu motor. Ambarcațiunile sunt folosite pentru agrement, pescuit, sport, sau pentru a transporta oameni și diverse materiale  pe distanțe mici, în porturi, în zone de mare adăpostite, pe fluvii și pe lacuri, ca mijloace independente sau fâcând parte din echipamentul unei nave (vapor).

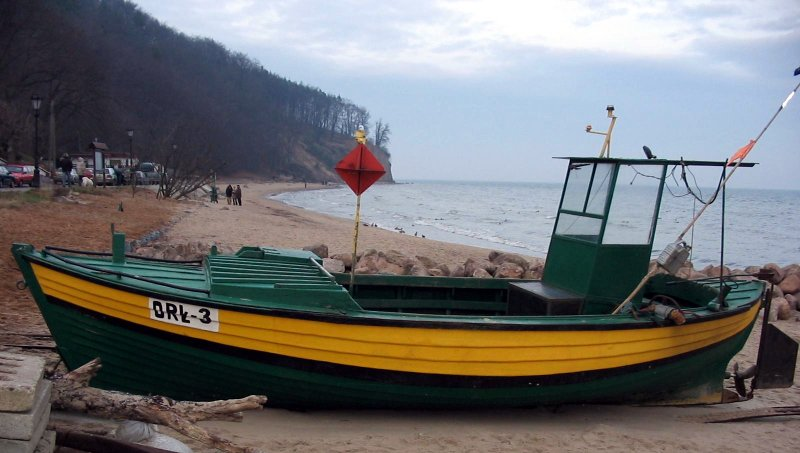
Ambarcațiune

Prima ambarcațiune utilizată de om a fost trunchiul de copac, propulsat inițial cu ajutorul palmelor. Prin alăturarea mai multor trunchiuri de copac s-au obținut plutele, mai stabile și mai încăpătoare. Caiacul, una din primele ambarcațiuni puntate, era construit din piele întinsă pe o osatură alcatuită din fanoane de balenă, ulterior învelișul și osatura fiind executate din lemn. Canoia era construită din coajă de copac, propulsia fiind realizată cu ajutorul unei rame.
Unele bărci specializate au capacitatea de a naviga pe distanțe mari, în special cele cu vele, și de a ține foarte bine marea (bărci de salvare, ambarcațiuni pescărești). Pe lângă propulsia cu rame, cu vele sau cu motor, la unele bărci de salvare se folosește propulsia cu elice acționată printr-un dispozitiv mecanic acționat manual sau cu picioarele, prin pedale, ca la bicicletă.
Caracteristicile constructive și echiparea bărcilor nu sunt supuse unor reguli internaționale, ci numai locale, cu excepția bărcilor de salvare care se supun normativelor C.I.O.V.U.M. (Convenția internațională pentru ocrotirea vieții umane pe mare).
Bărcile se construiesc de regulă din lemn; șalupele pot fi din lemn sau metal. Bordajul ambarcațiunilor de lemn se poate construi după unul din sistemele: suprapus, latin, diagonal, carvelă sau cusătură, în funcție de destinație, condiții de navigație etc.
În funcție de certificatul zonei de navigație, ambarcațiunile se clasifică în mai multe categorii:
- clasa A: ambarcațiuni de agrement pe ape interioare și în zonele maritime
- clasa B: ambarcațiuni de agrement în zone maritime care nu depășesc o distanță de maximum 12 Mm față de coastă
- clasa C: ambarcațiuni de agrement în zone maritime care nu depașesc o distanță de maximum 6 Mm față de coastă
- clasa D: ambarcațiuni de agrement pe ape interioare.

## Părți componente
Principalele elemente structurale ale unei ambarcațiuni sunt:
- Bordaj – părțile laterale  realizate din material lemnos, metal sau fibră de sticlă
- Carena – partea exterioară a corpului  situată sub linia de plutire
- Linie de plutire – linia până unde o ambarcațiune se scufundă în apă, la capacitatea de încărcare proiectată
- Etambou (oglinda) – partea posterioară, de regulă în dreapta și deosebit de rezistentă. De etambou se fixează cârma la bărcile cu rame sau motorul exterior (motor outboard).
- Chila – elementul principal al scheletului unei ambarcațiuni, dispusă longitudinal la fundul acesteia, constituită dintr-o grindă rezistentă, de care se leagă etrava și etamboul
- Etrava – element de rezistență în continuarea chilei, care închide corpul unei ambarcațiuni la extremitatea prorei
- Punte – partea acoperită a zonei prova, de extindere variabilă
- Coca – forma exterioară a corpului navei, așa cum este delimitată de bordajul exterior și puntea superioară